# Beate Mainka-Jellinghausová
Beate Mainka-Jellinghausová (či Mainková-Jellinghausová, nepřechýleně Mainka-Jellinghaus, * 27. července 1936, Wójtowa Wieś, nyní čtvrť města Opolí v Polsku) je německá střihačka. Je zmiňována jako členka hnutí Nový německý film. Za střih filmu Každý pro sebe a bůh proti všem (1974) získala v roce 1975 německou výroční cenu.

## Filmografie
- 1958: Ein gewisser Judas
- 1959: Krebsforschung (2 díly)
- 1960: Baumwolle
- 1960: Yucatan
- 1961-63: Vorsicht, Kamera! (seriál)
- 1964: Porträt einer Bewährung
- 1966: Skifascination
- 1966: Abschied von gestern
- 1967: Frau Blackburn, geb. 5.Jan. 1872, wird gefilmt
- 1967: Mahlzeiten
- 1968: Feuerlöscher E. A. Winterstein
- 1968: Letzte Worte
- 1968: Lebenszeichen
- 1968: Die Artisten in der Zirkuskuppel: ratlos
- 1969: Maßnahmen gegen Fanatiker
- 1969: Die fliegenden Ärzte von Ostafrika
- 1970: Die unbezähmbare Leni Peickert
- 1970: Auch Zwerge haben klein angefangen
- 1971: Behinderte Zukunft
- 1971: Der große Verhau
- 1971: Land des Schweigens und der Dunkelheit
- 1972: Willi Tobler und der Untergang der 6. Flotte
- 1972: Aguirre, der Zorn Gottes
- 1973: Besitzbürgerin, Jahrgang 1908
- 1973: Die Reise nach Wien
- 1973: Gelegenheitsarbeit einer Sklavin
- 1974: Die große Ekstase des Bildschnitzers Steiner
- 1974: Jeder für sich und Gott gegen alle (Každý pro sebe a bůh proti všem)
- 1974: In Gefahr und größter Not bringt der Mittelweg den Tod
- 1976: How much Wood would a Woodchuck chuck... - Beobachtungen zu einer neuen Sprache
- 1976: Herz aus Glas
- 1977: Stroszek
- 1977: La Soufrière - Warten auf eine unausweichliche Katastrophe
- 1978: Německo na podzim
- 1979: Die Patriotin
- 1979: Nosferatu – Phantom der Nacht
- 1979: Woyzeck
- 1980: Glaube und Währung - Dr. Gene Scott, Fernsehprediger
- 1980: Der Kandidat
- 1982: Das gewöhnliche Leben der Menschen aus A.
- 1982: Fitzcarraldo
- 1982: Krieg und Frieden
- 1983: Auf der Suche nach einer praktisch-realistischen Haltung
- 1983: Die Macht der Gefühle
- 1983: Biermann-Film
- 1984: Wo die grünen Ameisen träumen
- 1986: Vermischte Nachrichten